# Radha Mitchell
Radha Rani Amber Indigo Ananda Mitchell (Melbourne, 1973. november 12. –) ausztrál színésznő. 
Karrierjét ausztrál televíziós sorozatokban és filmekben kezdte,. Később olyan hollywoodi filmekben szerepelt, mint A szerelem művészete (1998), a Pitch Black – 22 évente sötétség (2000), A fülke (2002), A tűzben edzett férfi (2004), az Én, Pán Péter (2004), a Melinda és Melinda (2004), a Silent Hill – A halott város (2006) és A tébolyultak (2010).

## Fiatalkora
Melbourne-ben született. Anyja modellből lett divattervező, apja filmrendező; a házaspár Radha fiatal korában elvált. Keresztneve Radha (szanszkrit: राधा), amely a Hare Krisna hitből származik. A nevének többi része Rani (रानी - királynő) és Ananda (आनन्द - öröm) szintén hasonló eredetűek. Radha úgy véli, hogy a neve az anyja tapasztalataiból való, amelyet az 1970-es évekből szerzett Indiában.
A St. Michael Gimnáziumba járt St Kildában, 1992-ben érettségizett.

## Filmográfia

### Film
| Év   | Magyar cím                                    | Eredeti cím                              | Szerep                 | Magyar hang       |
| ---- | --------------------------------------------- | ---------------------------------------- | ---------------------- | ----------------- |
| 1996 | Szerelem és más bajok                         | Love and Other Catastrophes              | Danni                  | Kiss Erika        |
| 1998 | A szerelem művészete                          | High Art                                 | Syd                    |                   |
| 1998 |                                               | Cleopatra's Second Husband               | Sophie                 |                   |
| 1999 |                                               | Sleeping Beauties (rövidfilm)            | Cindy                  |                   |
| 1999 |                                               | Kick                                     | Tamara Spencer         |                   |
| 2000 |                                               | Everything Put Together                  | Angie                  |                   |
| 2000 | Pitch Black – 22 évente sötétség              | Pitch Black                              | Carolyn Fry            | Hámori Eszter     |
| 2000 |                                               | Cowboys and Angels                       | Jo-Jo                  |                   |
| 2001 |                                               | Ten Tiny Love Stories                    | önmaga                 |                   |
| 2001 |                                               | Nobody's Baby                            | Shauna Louise          |                   |
| 2001 | Ha jönnek az idegenek                         | When Strangers Appear                    | Beth                   |                   |
| 2002 | Egy zsaru másodszor (Lóhalálában)             | Dead Heat                                | Charlotte LaMarr       | Zakariás Éva      |
| 2002 | A fülke                                       | Phone Booth                              | Kelly Shepard          | Orosz Anna        |
| 2002 |                                               | Four Reasons                             | Girl                   |                   |
| 2003 | Látogatók                                     | Visitors                                 | Georgia Perry          |                   |
| 2004 | A tűzben edzett férfi                         | Man on Fire                              | Lisa Martin Ramos      | Ruttkay Laura     |
| 2004 | Én, Pán Péter                                 | Finding Neverland                        | Mary Ansell Barrie     | Erdős Borcsa      |
| 2004 | Melinda és Melinda                            | Melinda and Melinda                      | Melinda                | Fullajtár Andrea  |
| 2004 | Hóbortos szerelem                             | Mozart and the Whale                     | Isabelle Sorenson      | Parti Nóra        |
| 2006 | Silent Hill – A halott város                  | Silent Hill                              | Rose Da Silva          | Orosz Anna        |
| 2006 | Plutónium                                     | Pu-239                                   | Marina                 | Solecki Janka     |
| 2007 | A szerelem bősége                             | Feast of Love                            | Diana Croce            | Timkó Eszter      |
| 2007 | A fenevad                                     | Rogue                                    | Kate Ryan              | Solecki Janka     |
| 2008 | Itt járt Henry Pool                           | Henry Poole Is Here                      | Dawn Stupek            | Rudolf Teréz      |
| 2008 | A selyemút árvái                              | The Children of Huang Shi                | Lee Pearson            | Zakariás Éva      |
| 2008 |                                               | What We Take from Each Other (rövidfilm) | Thief of Hearts        |                   |
| 2009 | A kód                                         | Thick as Thieves                         | Alexandra Korolenko    | Orosz Anna        |
| 2009 | Hasonmás                                      | Surrogates                               | Jennifer Peters ügynök | Orosz Anna        |
| 2009 |                                               | The Waiting City                         | Fiona Simmons          |                   |
| 2010 | A tébolyultak                                 | The Crazies                              | Judy Dutton            | Szávai Viktória   |
| 2012 | Silent Hill – Kinyilatkoztatás                | Silent Hill: Revelation                  | Rose Da Silva          | Orosz Anna        |
| 2012 | Művésztelep                                   | Big Sur                                  | Carolyn Cassady        | Zsigmond Tamara   |
| 2013 | Támadás a Fehér Ház ellen                     | Olympus Has Fallen                       | Leah Banning           | Szávai Viktória   |
| 2013 | Dermesztő rémület                             | The Frozen Ground                        | Allie Halcombe         | Zakariás Éva      |
| 2013 | Különc kalandorok                             | Standing Up                              | Meg Golden             | Parti Nóra        |
| 2013 | Különc kalandorok                             | Standing Up                              | Meg Golden             | Urbán Andrea      |
| 2013 | Babavárás                                     | Expecting                                | Lizzie                 | Hámori Eszter     |
| 2013 | Tökéletes bizonyíték                          | Evidence                                 | Burquez nyomozó        | Sági Tímea        |
| 2014 | Madarak és emberek                            | Bird People                              | Elisabeth Newman       |                   |
| 2014 |                                               | Fugly!                                   | Lara Perry             |                   |
| 2015 |                                               | Looking for Grace                        | Denise                 |                   |
| 2016 | Támadás a Fehér Ház ellen 2. – London ostroma | London Has Fallen                        | Leah Banning           | Szávai Viktória   |
| 2016 | Sötétség                                      | The Darkness                             | Bronny Taylor          | Román Judit       |
| 2016 |                                               | Whoever Was Using This Bed (rövidfilm)   | Iris                   |                   |
| 2016 |                                               | Sacrifice                                | Tora Hamilton          |                   |
| 2017 | A viskó                                       | The Shack                                | Nan                    | Zakariás Éva      |
| 2018 | ’75 nyara                                     | Swinging Safari                          | Jo Jones               | Farkasinszky Edit |
| 2018 |                                               | Celeste                                  | Celeste                |                   |
| 2018 |                                               | The World Without You                    | Lily                   |                   |
| 2020 |                                               | The Homewrecker                          | Radha                  |                   |
| 2020 |                                               | Dreamkatcher                             | Gail                   |                   |
| 2020 | 2 szív                                        | 2 Hearts                                 | Leslie                 | Orosz Anna        |
| 2020 |                                               | Run Hide Fight                           | Jennifer Hull          |                   |
| 2021 |                                               | Asking for It                            | Sal                    |                   |
| 2022 |                                               | Girl at the Window                       | Barbara Poynton        |                   |
| 2022 |                                               | Blueback                                 | Dora Jackson           |                   |
| 2022 |                                               | Devil's Workshop                         | Eliza                  |                   |
| 2023 | Kifordult életek                              | Life Upside Down                         | Clarissa Cranes        |                   |
| 2024 |                                               | Take My Hand                             | Laura                  |                   |

### Televízió
| Év        | Magyar cím                               | Eredeti cím                         | Szerep                                 | Megjegyzések                 |
| --------- | ---------------------------------------- | ----------------------------------- | -------------------------------------- | ---------------------------- |
| 1988–1989 |                                          | Sugar and Spice                     | Pixie Robinson                         | 20 epizód                    |
| 1992–1993 |                                          | All Together Now                    | Jodie                                  | visszatérő szerep (6 epizód) |
| 1993      |                                          | Phoenix                             | Joanna                                 | 1 epizód                     |
| 1993      |                                          | Law of the Land                     | Alicia Miles                           |                              |
| 1994–1996 | Blue Heelers: Kisvárosi zsaruk           | Blue Heelers                        | Sally-Anne / Nerida Davidson           | 3 epizód                     |
| 1994–1997 | Szomszédok                               | Neighbours                          | Cassandra Rushmore / Catherine O'Brien | 61 epizód                    |
| 1995      | Doktor Halifax                           | Halifax f.p.                        | Sarah                                  | 1 epizód                     |
| 1998      |                                          | The Chosen                          | Sarah Gordon                           | tévéfilm                     |
| 2001      | Lázadás                                  | Uprising                            | Mira Fuchrer                           | tévéfilm                     |
| 2013      | Vörös özvegy                             | Red Widow                           | Marta Walraven                         | főszereplő (8 epizód)        |
| 2017      |                                          | Longmire                            | Alex Graham                            | 1 epizód                     |
| 2018      | A Romanov-dinasztia                      | The Romanoffs                       | Victoria Hayward                       | 1 epizód                     |
| 2020      | Esküdt ellenségek: Különleges ügyosztály | Law and Order: Special Victims Unit | Luna Prasada                           | 1 epizód                     |
| 2022–2024 |                                          | Troppo                              | Kelly                                  | 11 epizód                    |
| 2024      |                                          | Last Days of the Space Age          | Judy Bissett                           | 8 epizód                     |

## Fordítás
- Ez a szócikk részben vagy egészben  a   Radha Mitchell című angol Wikipédia-szócikk ezen változatának fordításán alapul.  Az eredeti cikk szerkesztőit annak laptörténete sorolja fel. Ez a jelzés csupán a megfogalmazás eredetét és a szerzői jogokat jelzi, nem szolgál a cikkben szereplő információk forrásmegjelöléseként.